# Peter Witt Car

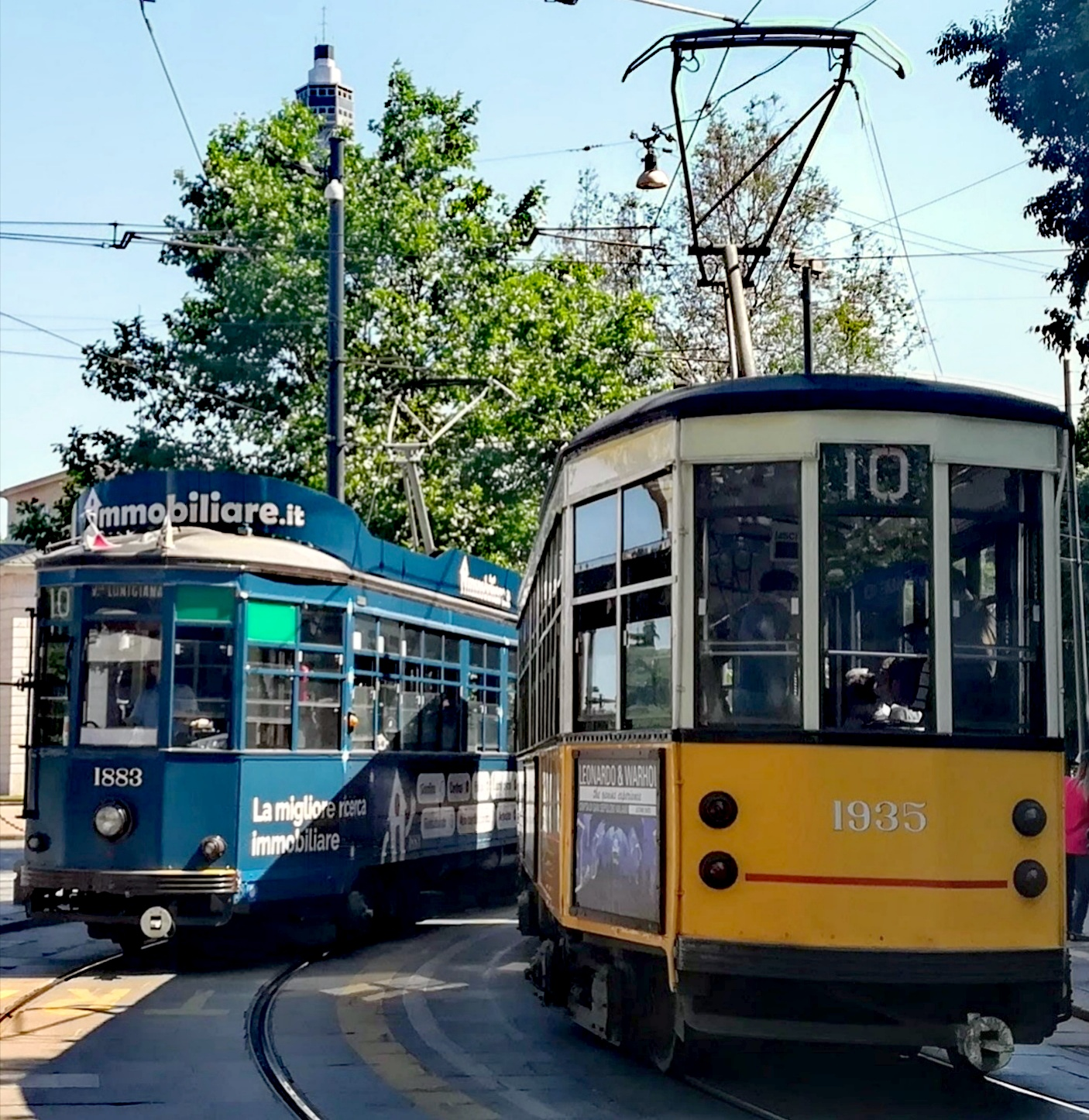
Peter Witt Car in Milaan

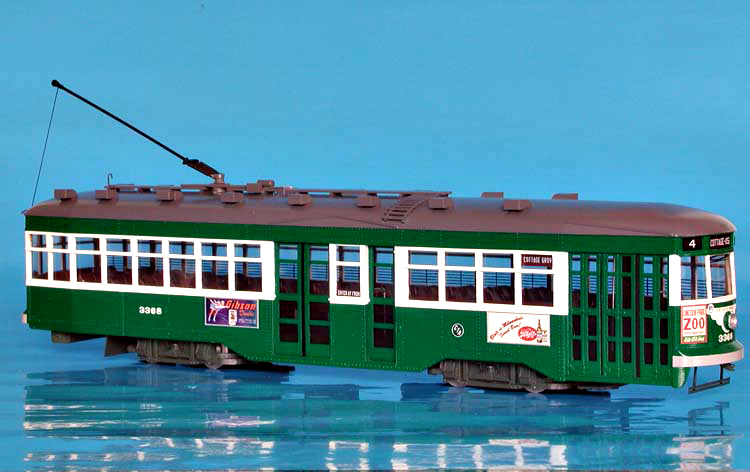
Een model van de Peter Witt Car. Opvallend zijn de extra deuren, die alleen in Chicago werden toegepast.

De Peter Witt Car is een trammotorwagen die op zeer grote schaal vanaf 1915 in de Verenigde Staten is gebouwd. Dit tramtype is het ontwerp van de hoofdingenieur van het vervoersbedrijf in Cleveland (Cleveland Railway Co.), Peter Witt.

## Ontstaansgeschiedenis
De Peter Witt Car is de doorontwikkeling van de Nearside Car. Deze wagen moet gezien worden als een voorloper van de PCC-car en de noodzaak passagierscirculatie (vooraan instappen en middenin uitstappen) en eenmansbediening in tramwagens nog economischer te maken. Door de komst van de Peter Witt Car werd het innen van de ritprijs en de passagierscirculatie in de VS verder geperfectioneerd en konden kosten worden bespaard.
In dit passagierscirculatiesysteem, P.A.Y.P. – Pay As You Pass genoemd, werd ingestapt en pas de ritprijs betaald als men de conducteur, die strategisch bij de uitstapdeur zat, passeerde. Dit gebeurde als men van voren naar achteren liep of na een paar haltes al uitstapte. Er ontstond dan een soort verdeling. Passagiers die achterin gingen zitten moesten bijna vanzelfsprekend een langere rit maken. De passagiers die voorin bleven gingen meestal korter mee. Om dit systeem te perfectioneren waren de achterste delen van de wagen uitgerust met comfortabele banken naast elkaar. Voorin was sprake van weinig zitplaatsen, om snel te kunnen laten instappen, en enkele lange banken waar passagiers elkaar aankeken tijdens het rijden. Voorin uitstappen was verboden.  Dit ontwerp was in al zijn simpelheid op dat moment het beste ontwerp waarmee de meest economische passagiersafhandeling kon worden bereikt.

## Gebruik
Vooral voor grote steden werd de Peter Witt populair. Philadelphia kocht er 535. Zij had meer dan 1000 van haar ‘Nearsides’ feitelijk ook tot Peter Witt omgebouwd. Brooklyn & Queens Transit Corp. kocht in 1925, 525 en in 1931, 200 stuks. Detroit kocht er tussen 1921 en 1930 700 na het fiasco met de Birney Cars. Een andere grootverbruiker was de Toronto Transit Co. met 575 stuks die tussen 1921 en 1930 gebouwd werden. Cleveland had er vanzelfsprekend ook enkele honderden. Daarnaast waren er kleinere series in Baltimore (150) en Chicago (98).
Dit tramtype werd in Europa vooral bekend doordat het trambedrijf in Milaan tussen 1927 en 1930 maar liefst 502 van deze trams aanschafte, waarvan er in 2018 na ruim negentig jaar dienst nog steeds 126 stuks in de dagelijkse dienst rijden. Door het uitbreken van de Tweede Wereldoorlog stagneerde echter de opmars van de Peter Witt Car in Europa.
Honderden Peter Witt Cars kregen een tweede leven in Mexicaanse (Veracruz) en Zuid-Amerikaanse steden en deden tot ver in de jaren 1980 dienst.

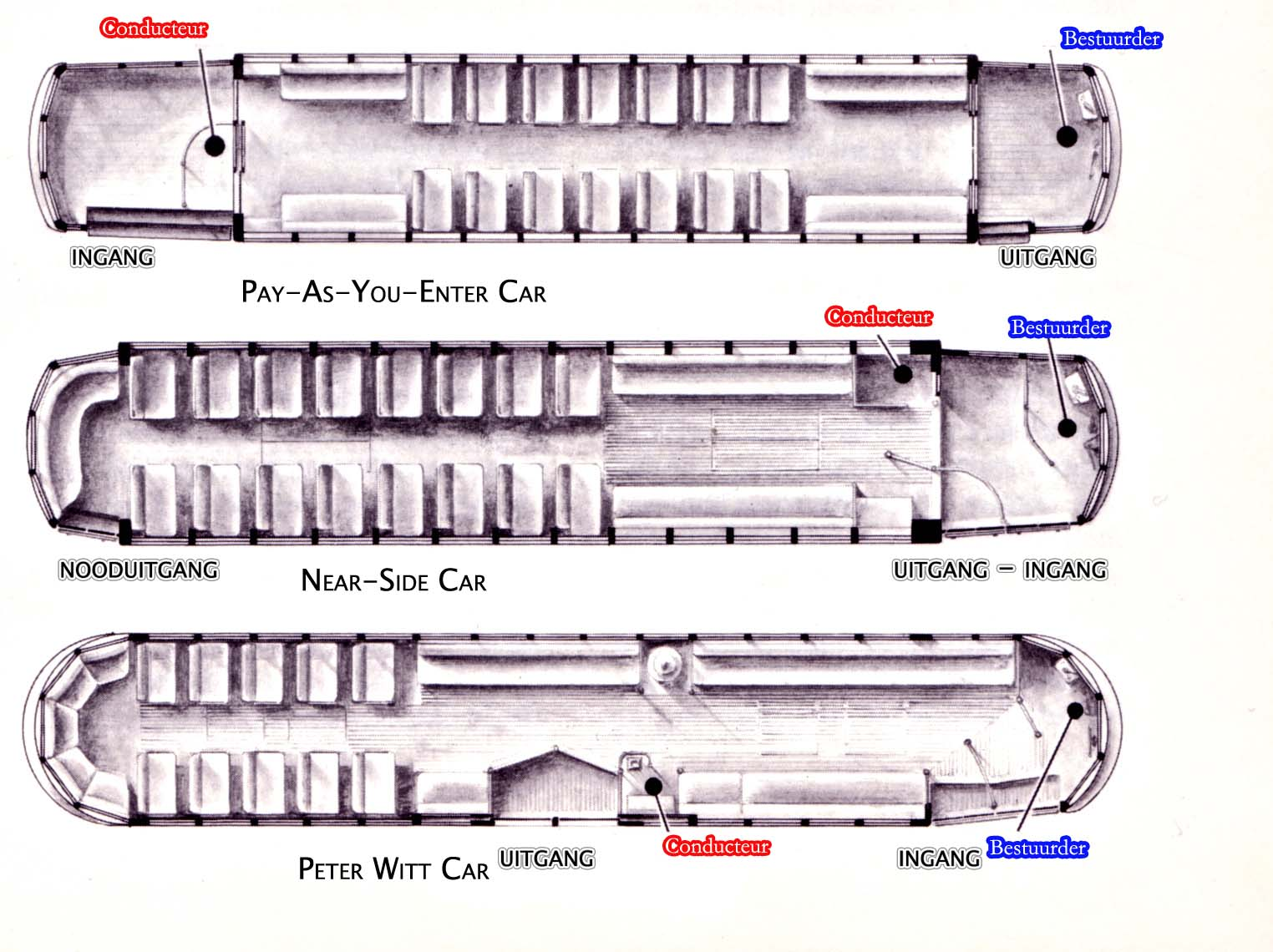
Passagierscirculatie

### Passagiersafwikkeling
Op de tekening hiernaast is de ontwikkeling van passagierscirculatie goed te volgen. Van boven naar beneden de door de Montreal Streetcar Co. in 1905 ontwikkelde P.A.Y.E. car (Pay As You Enter). Het nadeel van dit systeem was het gebrekkige overzicht dat de bestuurder op de instappende reizigers had en de kleine opvangruimte achterin.
Midden het originele ontwerp van de Nearside Car. Nadeel hiervan was het voorin in- en uitstappen dat gedrang veroorzaakte en de beperkte ruimte voorin. Al snel werden in Philadelphia in het midden twee uitstapdeuren gemaakt. Voorin uitstappen bleef echter toegestaan.
Onderaan de afbeelding de perfectionering van de Peter Witt Car: voorin instappen waardoor overzicht door de bestuurder; een grote opvangruimte zodat passagiers ook later konden betalen en voorin uitstappen verboden. Achterin de meeste zitplaatsen.
Toen nog onbedoeld maar later veelgebruikt was het vervangen van de conducteur op vooral minder drukke lijnen. De bestuurder ging de ritprijs innen. Bij de nog in Milaan rijdende wagens met alleen een bestuurder dient men in te stappen door de voor of achterdeur en uit te stappen door de middendeur. 
Het ontwerp voor passagierscirculatie dat in de Peter Witt werd toegepast, werd ook in de meeste gevallen door de PCC-car overgenomen.